# Medalla Goethe de Arte y Ciencia
La Medalla Goethe de Arte y Ciencia (en alemán: Goethe-Medaille für Kunst und Wissenschaft) fue un premio entregado durante la República de Weimar y la Alemania nazi. Fue autorizado por el presidente Paul von Hindenburg para conmemorar el centenario de la muerte de Johann Wolfgang von Goethe el 22 de marzo de 1932.
La medalla de plata fue otorgada en dos versiones: de marzo de 1932 a junio de 1934 por Hindenburg en una versión diseñada por Waldemar Raemisch. En el anverso figura la inscripción “Donación para el arte y la ciencia en el año 1932 de Goethe. El presidente del Reich”, en el reverso aparece un retrato de Goethe. Con un diámetro de 62 mm (69.5 mm a partir de 1938), no estaba pensada para ser usada. La versión nacionalsocialista, otorgada por Adolf Hitler de noviembre de 1934 a diciembre de 1944, mostraba el retrato de Goethe en el anverso y el águila imperial con una corona de esvástica en el reverso, así como la inscripción “Por el arte y la ciencia”. En total, la medalla fue entregada a 601 personas tanto alemanes como extranjeros.
Esta medalla no debe confundirse con la Goldene Goethe-Medaille (Medalla Goethe de oro) de la Goethe-Gesellschaft de Weimar (61 premios de 1910 a 2017), el Goethepreis der Stadt Frankfurt (Premio Goethe) que desde 1927 ha sido concedido primero anualmente, luego cada tres años (45 premios de 1927 a 2017, sin medalla), el Goethe-Plakette der Stadt Frankfurt (Placa Goethe de la ciudad de Frankfurt del Meno), 158 premios de 1947 a 2017, o la Goethe -Medaille (Medalla Goethe) del Goethe-Institut, que desde 1955 hasta 2017 ha sido otorgada a 345 personalidades de 57 países. Con más de 600 galardonados, la Goethe-Medaille für Kunst und Wissenschaft es el premio más distribuido que lleva el nombre de Goethe.

## Ganadores

### Con Hindenburg: 1932-1934
Originalmente destinada a honrar a las personas que habían prestado algún servicio en relación con el centenario de Goethe de 1932 en Weimar, la Medalla Goethe de Arte y Ciencia se entregó desde abril de 1932 en nombre de Hindenburg a eruditos, artistas, científicos, funcionarios gubernamentales y políticos. Entre el 18 de marzo de 1932 y el 19 de junio de 1934 fueron homenajeadas casi 200 personas, 159 de ellas antes del 30 de enero de 1933. Entre los primeros 55 galardonados con la medalla se encontraban el canciller Heinrich Brüning y los premios Nobel Gerhart Hauptmann y Thomas Mann . A partir de abril de 1932 le siguieron Max Planck y los actuales o futuros premios Nobel Nicholas Murray Butler, André Gide, Knut Hamsun, Verner von Heidenstam, Guglielmo Marconi, Albert Schweitzer, Fritz Haber y Richard Willstätter . Otros premiados fueron Benito Mussolini, José Ortega y Gasset, Wilhelm Furtwängler, Otto Klemperer, Carl Goerdeler, Paul Ernst, Hans Grimm y EG Kolbenheyer. Aproximadamente una cuarta parte de los galardonados con la Medalla Goethe antes de julio de 1934 no eran alemanes. Rara vez se consideraba a las mujeres; al parecer, solo se consideraron a Ricarda Huch, Agnes Miegel, Ina Seidel, Enrica von Handel-Mazzetti y la escritora turca Seniha Bedri como dignas de la medalla. Esta medalla se otorgó por última vez en nombre de Hindenburg el 19 de junio de 1934.

#### 1932
| - Ernst Beutler - Hans Carossa - Theodor Däubler - Arturo Farinelli - Stefan George - Carl Friedrich Goerdeler - Hans Grimm - Wilhelm Groener - José Ortega y Gasset | - Ernesto Quesada - Theodor Fischer - Wilhelm Furtwängler - Gustav Krupp - Friedrich Meinecke - Edvard Munch - Benito Mussolini - Paul Valéry - Jonathan Zenneck |

#### 1933
| - Paul Ernst | - Otto Klemperer |

### Con Hitler: 1934-1944
A partir de noviembre de 1934, Adolf Hitler, en su calidad de Jefe de Estado alemán, se hizo cargo de la concesión de la Medalla Goethe de Arte y Ciencia. Entre ellos se encuentran los premios Nobel Hans von Euler-Chelpin, Johannes Stark, Heinrich Wieland y Adolf Windaus, así como cinco mujeres: Anna Bahr-Mildenburg, Hedwig Bleibtreu, Agnes Bluhm, Isolde Kurz y Lulu von Strauß und Torney. Con Hitler, la medalla generalmente se otorgaba sólo en cumpleaños importantes u otros aniversarios importantes. Muchos de los destinatarios eran seguidores del nacionalsocialismo. Los candidatos judíos ya no fueron considerados (hasta enero de 1933, Hindenburg había honrado al menos a once alemanes de origen judío con la Medalla, aunque Albert Einstein y Sigmund Freud fueron ignorados). La última Medalla Goethe de Arte y Ciencia fue otorgada el 10 de diciembre de 1944.

#### 1935
| - Emil von Reznicek | - Jean Sibelius |

#### 1936
| - Damian Kratzenberg | - Max Uhle |

#### 1937
| - Carl Bantzer | - Erich Lexer |

#### 1938
| - Werner Krauß | - Wilhelm Kreis |

#### 1939
| - Otto Falckenberg - Eugen Fischer - Franz Fischer - Emil Jannings - Hermann Jansen | - Johannes Kirchner - Carl Meinhof - Hermann Schwarz - Johannes Stark - Rudolf Thurneysen |

#### 1940
| - Albert Döderlein - Fritz Klimsch - Otto Modersohn - Friedrich Oltmanns - Ludwig Prandtl | - Roland Scholl - Adolf Schulten - Paul Uhlenhuth - Joseph Wackerle - Heinrich von Zügel |

#### 1941
| - Ferdinand Andri - Hans F. K. Günther - Oskar Heinroth - Friedrich Hofmann - Ludwig von Hofmann - Paul Lincke - Fritz Mackensen | - Oskar Messter - Karl Sapper - Eduard Thöny - Heinz Tietjen - Otto Tressler - Erich von Tschermak - Adolf Windaus |

#### 1942
| - Paul Bonatz - Joseph Bornmüller - Sebastian Finsterwalder - Paul Graener - Siegmund von Hausegger - David Hilbert - Heinrich Knirr | - Georg Kolbe - Peter Raabe - Paul Reinecke - Richard Schorr - Hugo Thimig - Heinrich Otto Wieland - Ulrich Wilcken |

#### 1943
| - Karl Albiker - Hedwig Bleibtreu - Karl Bonhoeffer - Alfons Dopsch - Karl Escherich - Hans von Euler-Chelpin - Olaf Gulbransson | - Gustav Mie - Willi Rickmer Rickmers - Richard Riemerschmid - Heinrich Schlusnus - Arthur Spiethoff - Heinrich von Srbik |

#### 1944
| - Ludwig Diels - Max Feldbauer - Otto Hönigschmid | - André Jolles - Friedrich Kayssler - Fred Neufeld |